# NHK花巻湯本テレビ中継局
NHK花巻湯本テレビ中継局（エヌエイチケイはなまきゆもとテレビちゅうけいきょく）は、岩手県花巻市にあるNHK盛岡放送局のテレビ中継局である。

## 概要
- 当中継局は、花巻市湯口の羽山に置かれ、該当地域へ電波を発射している。
- なお、民放については、花巻湯口中継局か盛岡送信所を受信している。
- デジタルテレビ放送も、当中継局が非該当となったため、花巻湯口中継局か盛岡送信所を受信する。

## 中継局概要
| チャンネル 番号 | 放送局名     | 空中線電力          | ERP                 | 放送対象地域 | 放送区域 内世帯数 | 運用開始日      |
| --------------- | ------------ | ------------------- | ------------------- | ------------ | ----------------- | --------------- |
| 3               | NHK 盛岡総合 | 映像100mW /音声25mW | 映像350mW /音声87mW | 岩手県       | 不明              | 1968年 12月14日 |
| 9               | NHK 盛岡教育 | 映像100mW /音声25mW | 映像350mW /音声87mW | 全国         | 不明              | 1968年 12月14日 |

- 当初、2011年7月24日で廃局となる予定だったが、同年3月11日に発生した東日本大震災の影響により、廃局が、2012年3月31日まで延期された。